# Давид Бисбал
Давид Бисбал Фере (на испански: David Bisbal) е испански певец, едно от най-големите открития на ТВ формата „Operación Triunfo“, излъчван по испанската национална телевизия TVE, подобен на Star Academy.
Има осем издадени албума, от които един с най-големите му хитове. За албума си Premonición (2006) Бисбал получава пет платинени диска – още първата седмица от излизането му са продадени повече от 400 хил. диска. Списъкът му с награди също е впечатляващ – още през 2003 година получава Грами (За латино музика) за Най-добър дебют и номинация за Най-добър поп албум. Още същата година получава и две награди от WORLD MUSIC AWARDS – за Най-добър латино изпълнител в световен мащаб и Най-добър испански изпълнител. Има номинация за GRAMMY LATINO 2004 за Най-добър поп изпълнител (мъже) и една на MTV Europe 2004 за Най-добър испански изпълнител.

## Давид Бисбал преди Operación Triunfo
Давид се ражда в Алмерия (Испания) на 5 юни 1979 година. Той е най-малкото дете в семейството – има брат на име Хосе Мария и сестра Мария дел Мар. Зарязва колежа, за да започне да се занимава с музика. Родителите му го принуждават да работи в един градински център, докато не е открит от Orquesta Expresiones. Тогава той реално започва да се занимава с музика, но става популярен едва след приключването на ТВ реалити шоуто Operación Triunfo.

## По време и след Operación Triunfo
Давид е един от 16-те участници и е сред тримата финалисти в предаването. Успява да спечели сърцата на зрителите, но не достатъчно, че да му отредят първото място. Зрителите класират конкурента му Роса Лопес, а него го поставят на второ място. Въпреки това успехите му превъзхождат тези на победителя. По време на участието си той се запознава с Ченоа, красива латино американка, също състезаваща се в предаването. Те остават заедно три години.
Благодарение на ТВ реалитито Давид бива забелязан от продуцентите на звукозаписната компания Vale Music. Те му предлагат договор и запис на първия му албум – Corazón Latino, който става изключително популярен в Испания за много кратко време.
Получава първата си награда през 2002 година – за най-добър албум (Premio Revista Bravo). Същата година бива номиниран за най-добър изпълнител (Premios de la Música), както и две номинации за наградите Premios Amigo – за дебют и най-добър албум.
Много скоро след това популярността на Бисбал преминават през испанската граница. 2003 е годината, в която песните му покоряват Латинска Америка и САЩ. Зачестяват поканите за участие в събития като Billboard Latin Music Awards и Festival de Viña del Mar в Чили. В Маями получава 8 златни диска за албума Corazón Latino, разпространяващ се вече и в двете Америки. Същата година получава награда за най-добър международен изпълнител (TV y Novelas – Мексико) и за дебют (Grammy Latino).
През 2004 година издава втория си албум, Bulería. В албума са включени песни, носещи послания от родното място на певеца – фламенко звучене, съчетано с модерниия латино ритъм. В Испания са продадени повече от 1 млн. копия, а в САЩ и Латинска Америка – 300 хил.
През 2006 издава още два албума Todo Por Ustedes и David Bisbal. Последният му албум Premonición излиза през октомври 2007 година. В него вземат участие и изпълнители като Томатито, Винсенте Амиго, Wisin & Yandel, Дан Уорън, Лий Левин и Джон Фалкон. За него получава пет платинени диска и един златен в САЩ и Пуерто Рико.
Има няколко записани дуета, като последният е с певицата Риана. Двамата правят римейк на песента ѝ Hate That I Love You, която в оригинал е с участието на R&B изпълнителя Ne-Yo. Друг съвместен проект е парчето Aquí estoy yo, което Давид изпълнява с Луис Фонси, Алекс Синтек и Ноел Шахрис от дуета Sin Bandera.